# 2020年夏季奧林匹克運動會花式游泳比賽
2020年夏季奧林匹克運動會水上芭蕾比賽，是因2019冠狀病毒病疫情而延期至2021年舉行的第32屆夏季奧林匹克運動會的其中一個比賽項目，於2021年8月2日至7日於日本東京水上運動中心進行，此項目只設女子項目，共產生2面金牌。

## 參賽資格
每個國家奧委會最多可以派出8名運動員參加此項目，每個項目最多可以派出1隊參加。
只有符合奧林匹克憲章的運動員才能夠參加本屆東京奧運。此外，運動員亦必須出生於2005年12月31日以前，及符合國際游泳總會制定的規則，能夠參加國際游泳總會舉行的比賽。
| 資格賽                                                        | 出線資格                          | 出線名額                               | 女子                   | 女子 | 備註 |
| 資格賽                                                        | 出線資格                          | 出線名額                               | 團體                   | 雙人 | 備註 |
| ------------------------------------------------------------- | --------------------------------- | -------------------------------------- | ---------------------- | --- | --- |
| 主辦國 · 2013年9月7日 · 阿根廷布宜諾斯艾利斯                  | 不適用                            | 1個團體參賽名額 1個雙人參賽名額        | 日本                   | 日本 | 如果主辦國放出參賽名額，將會分配至奧運資格賽。 |
| 2019年歐洲韻律泳冠軍盃 · 2019年5月10日至12日 · 俄羅斯聖彼德堡 | 首名                              | 1個團體參賽名額 1個雙人參賽名額[a]     | 俄罗斯奥林匹克委员会   | 俄罗斯奥林匹克委员会 · 西班牙[a]                                                                              | 獲得團體參賽名額的國家奧委會同時獲得雙人參賽名額。 如果獲得名額的國家奧委會放出此名額，將會分配至奧運資格賽。 |
| 2019年世界游泳錦標賽 · 2019年7月12日至28日 · 光州廣域市       | 前2名                             | 2個團體參賽名額 2個雙人參賽名額        | 中国 · 乌克兰          | 中国 · 乌克兰                                                                                                 | 獲得團體參賽名額的國家奧委會同時獲得雙人參賽名額。 如果獲得名額的國家奧委會放出此名額，將會分配至奧運資格賽。 |
| 非洲區資格賽                                                  | 首名                              | 1個團體參賽名額 1個雙人參賽名額        | 埃及                   | 埃及 · 南非                                                                                                   | 獲得團體參賽名額的國家奧委會同時獲得雙人參賽名額。 如果獲得名額的國家奧委會放出此名額，將會分配至奧運資格賽。 此三大洲的名額將會採用2019年世界游泳錦標賽的成績分配名額。 亞洲區的團體參賽名額已分配至主辦國日本。 |
| 亞洲區資格賽                                                  | 首名                              | 1個雙人參賽名額                        | 不適用                 | | 獲得團體參賽名額的國家奧委會同時獲得雙人參賽名額。 如果獲得名額的國家奧委會放出此名額，將會分配至奧運資格賽。 此三大洲的名額將會採用2019年世界游泳錦標賽的成績分配名額。 亞洲區的團體參賽名額已分配至主辦國日本。 |
| 大洋洲區資格賽                                                | 首名                              | 1個團體參賽名額 1個雙人參賽名額[b]     |                        | · 新西兰[b]                                                                                                   | 獲得團體參賽名額的國家奧委會同時獲得雙人參賽名額。 如果獲得名額的國家奧委會放出此名額，將會分配至奧運資格賽。 此三大洲的名額將會採用2019年世界游泳錦標賽的成績分配名額。 亞洲區的團體參賽名額已分配至主辦國日本。 |
| 2019年泛美運動會 · 2019年7月26日至8月11日 · 秘魯利馬          | 首名                              | 1個團體參賽名額 2個雙人參賽名額        | 加拿大                 | 加拿大 · 墨西哥                                                                                               | 獲得團體參賽名額的國家奧委會同時獲得雙人參賽名額。 如果獲得名額的國家奧委會放出此名額，將會分配至奧運資格賽。 |
| 奧運資格賽 · 2021年6月10日至13日[c] · 西班牙巴塞罗那          | 團體項目前3名 雙人項目前9名[a][b] | 3個團體參賽名額 12個雙人參賽名額[a][b] | 意大利 · 西班牙 · 希腊 | 意大利 · 西班牙 · 希腊 · 奥地利 · 白俄罗斯 · 法国 · 荷兰 · 美国 · 以色列 · 英国 · 列支敦士登[a] · 哥伦比亚[b] | 獲得團體參賽名額的國家奧委會同時獲得雙人參賽名額。 |
| 總數                                                          |                                   |                                        | 10                     | 22 | |

- a  西班牙原本通过2019年欧洲冠军杯获得一个双人席位，在该国通过奥运资格赛获得团体席位后，该国获得的双人席位被计入奥运资格赛当中，欧洲冠军杯的另外一个双人席位因此被空出，空出的席位被重新分配至奥运资格赛。
- b  新西兰放弃了双人项目的名额，空出的席位被重新分配至奥运资格赛。
- c  奥运花样游泳资格赛原定于2020年3月在日本东京进行，然而受2019冠状病毒病疫情影响，该赛事被推迟至2021年6月10日至13日进行，比赛举办地也变更为西班牙巴塞罗那。[4]

## 時間表
所有時間皆為日本標準時間（UTC+9）
| ● | 預賽 | ● | 決賽 |

| 2021年8月 | 2日 週一 | 3日 週二 | 4日 週三 | 5日 週四 | 6日 週五 | 7日 週六 |
| --------- | -------- | -------- | -------- | -------- | -------- | -------- |
| 雙人      | ●        | ●        | ●        |          |          |          |
| 團體      |          |          |          |          | ●        | ●        |

## 參賽代表團
以下代表團獲得水上芭蕾項目的參賽資格：
- （8）
- 奥地利（2）
- 白俄罗斯（2）
- 加拿大（8）
- 中国（8）
- 哥伦比亚（2）
- 埃及（8）
- 法国（2）
- 英国（2）
- 希腊（8）
- 意大利（8）
- 以色列（2）
- 日本（8）
- （2）
- 列支敦士登（2）
- 墨西哥（2）
- 荷兰（2）
- 俄罗斯奥林匹克委员会（8）
- 西班牙（8）
- 南非（2）
- 乌克兰（8）
- 美国（2）

## 獎牌得主
| 項目         | 金牌 | 银牌                                                                            | 铜牌 |
| 雙人（詳細） | 俄罗斯奥林匹克委员会（ROC） · 斯韦特兰娜·科列斯尼琴科 · 斯韋特蘭娜·羅馬絲娜 | 中国（CHN） · 黄雪辰 · 孙文雁                                                   | 乌克兰（UKR） · 瑪塔·菲迪娜 · 阿纳斯塔西娅·萨夫丘克 |
| 團體（詳細） | 俄罗斯奥林匹克委员会（ROC） · 弗拉达·奇吉列娃 · 玛丽娜·戈利亚德金娜 · 斯韦特兰娜·科列斯尼琴科 · 波利娜·科马尔 · 亚历山德拉·帕茨克维奇 · 斯韋特蘭娜·羅馬絲娜 · 阿拉·希什金娜 · 玛丽亚·舒罗奇金娜 | 中国（CHN） · 冯雨 · 呙俐 · 黄雪辰 · 梁馨枰 · 孙文雁 · 王芊懿 · 肖雁宁 · 尹成昕 | 乌克兰（UKR） · 玛丽娜·阿列克西耶娃 · 弗拉季斯拉娃·阿列克西耶娃 · 瑪塔·菲迪娜 · 卡捷琳娜·列兹尼克 · 阿纳斯塔西娅·萨夫丘克 · 阿林娜·申卡连科 · 克谢尼娅·西多连科 · 伊丽莎白·亚赫诺 |

## 獎牌榜
| 排名                     | 国家 / 地区                 | 金牌 | 銀牌 | 銅牌 | 总计 |
| ------------------------ | --------------------------- | ---- | ---- | ---- | ---- |
| 1                        | 俄罗斯奥林匹克委员会（ROC） | 2    | 0    | 0    | 2    |
| 2                        | 中国（CHN）                 | 0    | 2    | 0    | 2    |
| 3                        | 乌克兰（UKR）               | 0    | 0    | 2    | 2    |
| 总计（共3个国家 / 地区） | 总计（共3个国家 / 地区）    | 2    | 2    | 2    | 6    |

## 外部連結
- （英文）官方网站
- （英文）國際游泳總會（页面存档备份，存于）
- （英文）2019年泛美運動會
- （英文）2019年世界游泳錦標賽（页面存档备份，存于）
- （英文） (PDF). （原始内容 (PDF)存档于2021-08-12）.